# 王鼎铭墓地
王鼎铭墓地，位于山东省枣庄市市中区西王庄乡。是入中华人民共和国山东省省级文物保护单位之一。
2013年，列入第四批山东省文物保护单位，该文物保护单位是一座古墓葬。